# William Flannery
William Edward Flannery (* 17. November 1898 in Ohio; † 25. Januar 1959  in Los Angeles, Kalifornien) war ein US-amerikanischer Artdirector und Szenenbildner, der bei der Oscarverleihung 1956 den Oscar für das beste Szenenbild in dem Farbfilm Picknick (1955) gewann.

## Leben
Flannery begann seine Laufbahn als Artdirector und Szenenbildner in der Filmwirtschaft Hollywoods  1937 bei dem Film Forlorn River und arbeitete im Laufe seiner Karriere an der Herstellung von über fünfzig Filmen mit.
Bei der Oscarverleihung 1955 erhielt er gemeinsam mit Jo Mielziner und Robert Priestley den Oscar für das beste Szenenbild in dem Farbfilm Picknick (1954), einem von Joshua Logan gedrehten Filmmelodram mit William Holden, Kim Novak und Betty Field in den Hauptrollen.

## Filmografie (Auswahl)
- 1937: Forlorn River
- 1940: Women Without Names
- 1944: Der Weg zum Glück
- 1945: Murder, He Says
- 1945: Incendiary Blonde
- 1945: Die Glocken von St. Marien
- 1947: Trauer muss Elektra tragen (Mourning becomes Electra)
- 1948: Die bronzene Göttin (The Velvet Touch)
- 1950: Ende im Morgengrauen (The Sun Sets at Dawn)
- 1951: Valentino – Liebling der Frauen (Valentino)
- 1952: My Son John
- 1952: The Savage
- 1956: Father Knows Best (Fernsehserie)
- 1956: Schmutziger Lorbeer
- 1957: Playhouse 90 (Fernsehserie)

## Auszeichnungen
- 1956: Oscar für das beste Szenenbild in einem Farbfilm